# Раковіца (комуна, Вилча)
Раковіца (рум. Racovița) — комуна у повіті Вилча в Румунії. До складу комуни входять такі села (дані про населення за 2002 рік):
- Балота (471 особа)
- Бленою (63 особи)
- Браду-Клокотіч (244 особи)
- Грую-Лупулуй (143 особи)
- Копечень (478 осіб)
- Раковіца (347 осіб)
- Туцулешть (108 осіб)

Комуна розташована на відстані 177 км на північний захід від Бухареста, 33 км на північ від Римніку-Вилчі, 126 км на північ від Крайови, 104 км на захід від Брашова.

## Населення
За даними перепису населення 2002 року у комуні проживали 1854 особи. Усі жителі комуни рідною мовою назвали румунську.
Національний склад населення комуни:
| Національність | Кількість осіб | Відсоток |
| -------------- | -------------- | -------- |
| румуни         | 1798           | 97,0%    |
| цигани         | 56             | 3,0%     |

Склад населення комуни за віросповіданням:
| Релігія       | Кількість осіб | Відсоток |
| ------------- | -------------- | -------- |
| православні   | 1831           | 98,8%    |
| адвентисти    | 21             | 1,1%     |
| римо-католики | 1              | 0,1%     |
| реформати     | 1              | 0,1%     |

## Зовнішні посилання
- Дані про комуну Раковіца на сайті Ghidul Primăriilor